# فرودگاه بین‌المللی دالس واشینگتن
فرودگاه بین‌المللی دالس واشینگتن (به انگلیسی: Washington Dulles International Airport) (یاتا: IAD، ایکائو: KIAD، موقعیت‌یاب اف‌آآ: IAD) فرودگاهی بین‌المللی است که در ۴۰ کیلومتری غرب شهر واشینگتن دی سی در ایالت ویرجینیا واقع شده‌است.
بیش از ده شرکت هواپیمایی آمریکایی و بیش از ۲۰ شرکت هواپیمایی از دیگر نقاط جهان مسافران را بین فرودگاه دالس و شهرهای مختلف جهان جابجا می‌کنند. این فرودگاه مقر اصلی شرکت هواپیمایی یونایتد در شرق آمریکا است و این شرکت بیشترین تعداد مسافران را در این فرودگاه جابجا می‌نماید.
پایانه اصلی این فرودگاه توسط ایرو سارینن طراحی گردید.

## شرکت‌های هواپیمایی و مقصدهای پروازی

### مسافری
| شرکت‌های هواپیمایی                           | مقصدهای پروازی |
| ------------------------------------------- | --- |
| ایر لینگاس اجرا توسط ای‌اس‌ال ایرلاینز ایرلند | دوبلین |
| آئروفلوت                                    | شرمتیوو |
| آئرومکزیکو                                  | مکزیکو سیتی |
| Air Canada Express                          | مونترآل-پییر الیوت ترودو، پیرسون تورنتو |
| ایر چاینا                                   | پکن |
| ایر فرانس                                   | شارل دوگل پاریس |
| ایر ایندیا                                  | ایندیرا گاندی |
| آل نیپون ایرویز                             | ناریتا |
| آلاسکا ایرلاینز                             | سیاتل-تاکوما |
| امریکن ایرلاینز                             | دالاس-فورت ورث، لس‌آنجلس، میامی فصلی: شارلوت داگلاس |
| امریکن ایگل                                 | شارلوت داگلاس |
| آسترین ایرلاینز                             | وین |
| اویانکاa                                    | ال دورادو، ال آلتو |
| اویانکا السالوادور                          | السالوادور |
| بریتیش ایرویز                               | هیترو لندن |
| بروکسل ایرلاینز                             | فصلی: بروکسل |
| کوپا ایرلاینز                               | توکومن |
| دلتا ایرلاینز                               | هارتسفیلد-جکسون آتلانتا، مینیاپولیس−سنت پل، سالت‌لیک‌سیتی فصلی: کانکون، کینتانا رو، متروپولیتن شهرستان وین دیترویت |
| دلتا کانکشن                                 | متروپولیتن شهرستان وین دیترویت، مینیاپولیس−سنت پل، جان اف کندی |
| هواپیمایی امارات                            | دوبی |
| هواپیمایی اتیوپیb                           | بوول |
| هواپیمایی اتحاد                             | ابوظبی |
| فرانتیر ایرلاینزc                           | آستین، مک‌کاران، انتاریو (آغاز از ۱۳ اکتبر ۲۰۱۷), اورلاندو، سن آنتونیو (آغاز از ۶ اکتبر ۲۰۱۷) فصلی: Colorado Springs، دنور |
| ایسلندایر                                   | کفلاویک |
| جت‌بلو                                       | لوگان، جان اف کندی |
| کاال‌ام                                      | اسخیپول آمستردام |
| کورین ایر                                   | اینچئون |
| لان پرو                                     | خورخه چاوز |
| لوفت‌هانزا                                   | فرانکفورت، مونیخ |
| پورتر ایرلاینز                              | شهری بیلی بیشاپ تورنتو |
| هواپیمایی قطر                               | حمد |
| هواپیمایی پادشاهی مراکش                     | محمد پنجم |
| هواپیمایی سعودی                             | ملک عبدالعزیز، ملک خالد چارتر: شاهزاده محمد بن عبدالعزیز |
| هواپیمایی اسکاندیناوی                       | کپنهاگ |
| هواپیمایی آفریقای جنوبی                     | کوتوکا، لئوپولد سدار سنگور، اولیور تامبو |
| ساوت‌وست ایرلاینز                            | هارتسفیلد-جکسون آتلانتا، دنور، فورت لادردیل–هالیوود، اورلاندو |
| ترکیش ایرلاینز                              | آتاترک |
| یونایتد ایرلاینز                            | اسخیپول آمستردام، هارتسفیلد-جکسون آتلانتا، آستین، پکن، لوگان، بروکسل، کانکون، کینتانا رو، اوهر شیکاگو، دالاس-فورت ورث، دنور، دوبلین، فورت لادردیل–هالیوود، فرانکفورت، ژنو، بردلی، بین الملی هونولولو، جرج بوش، مک‌کاران، هیترو لندن، لس‌آنجلس، مکزیکو سیتی، مونیخ، لیبرتی نیوآرک، لوئیز آرمسترانگ نیو اورلنان، اورلاندو، شارل دوگل پاریس، فینکس اسکای هاربر، پورتلند، رالی-دورهام، سکرامنتو، سن دیه‌گو، سانفرانسیسکو، لوئیز مونز مارین، سائو پائولو گوارولوس، سیاتل-تاکوما، تمپا، ناریتا، زوریخ فصلی: کویین بیاتریکس، بارسلونا-ال پرات، چارلستون، کلیولند هاپکینز، منطقه‌ای شهرستان ایگل، اوون رابرتس، لا آررا، یمپا ولی، لیسبون پورتلا، مادرید-باراخاس، سنگستر، نورفک، جت بین‌المللی پورتلند، پراویدنشیالز، پونتا کانا، لئوناردو دا وینچی-فیومیچینو، پرینسس جولیانا، سیرل گری کینگ، خوآن سانتاماریا، لوس کابوس، ونکوور                                                  |
| یونایتد اکسپرس                              | آلبانی، هارتسفیلد-جکسون آتلانتا، آستین، لوگان، بوفالو نیاگارا، برلینگتون، چارلستون، ایگر، شارلوت داگلاس، شارلوتسویل-البمارل، نورث سنترال در ویرجینیای غربی (آغاز از ۱ نوامبر ۲۰۱۷), اوهر شیکاگو، سینسیناتی/کنتاکی شمالی، کلیولند هاپکینز، شهرستان کلمبیا، پورت کلمبوس، دالاس-فورت ورث، دیتون، متروپولیتن شهرستان وین دیترویت، ناحیه‌ای فیتیول، جرالد فورد، پیدمونت تراید، گرنویل-اسپارتانبورگ، هریسبرگ، بردلی، جرج بوش، هانتسویل، ایندیاناپلیس، جکسنویل، کانزاس‌سیتی، مک‌گی تایسن، لوئیویل، مینیاپولیس−سنت پل، مونترآل-پییر الیوت ترودو، نشویل، لوئیز آرمسترانگ نیو اورلنان، لاگواردیا، لیبرتی نیوآرک، نورفک، ویل راجرز، مک‌دونالد-کارتیر اتاوا، فیلادلفیا، پیتسبورگ، جت بین‌المللی پورتلند، تی.اف. گرین، رالی-دورهام، ریچموند، محلی روانوک، گریتر راچستر، لامبرت-ست لوی، سن آنتونیو، سوننه/هیلتن حعیا، پارک دانشگاه، سیراکیوز هنکاک، پیرسون تورنتو فصلی: لیندن پیندلینگ |
| ویرجین آمریکا                               | لس‌آنجلس، سانفرانسیسکو |
| ویرجین آتلانتیک                             | هیترو لندن |

Notes:
- ^ : Avianca's flight to La Paz makes a stop in Bogotá.
- ^ : Ethiopian Airlines' flight from Addis Ababa to Dulles stops at Dublin,[۳] but the flight from Dulles to Addis Ababa is nonstop.
- ^ : Frontier Airlines's flight from Ontario to Dulles makes a stop in San Antonio. The flight from Dulles to Ontario also makes a stop in San Antonio.

### باری

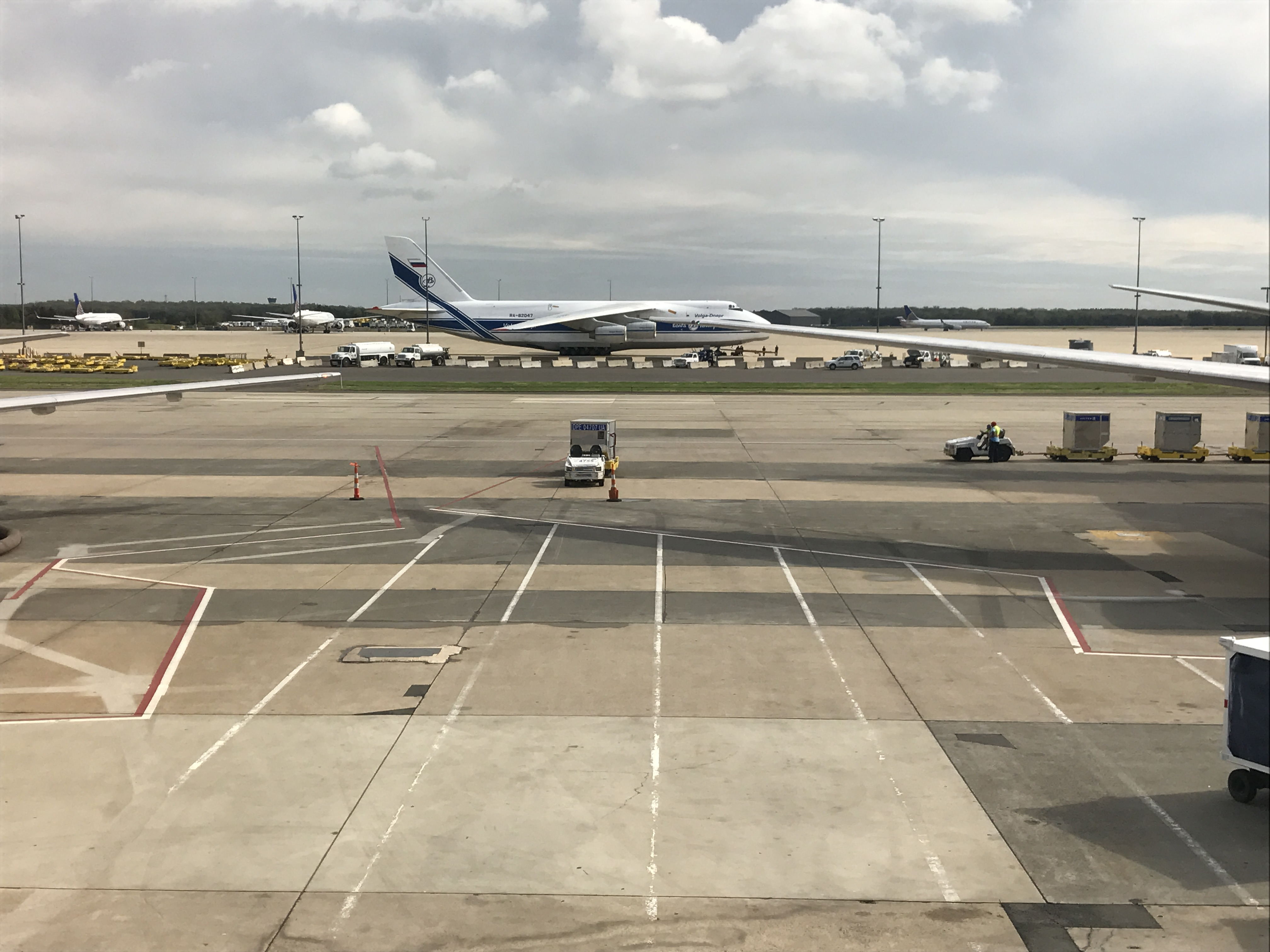
یک فروند آنتونوف-۱۲۴ در فرودگاه بین‌المللی دالس واشینگتن.

| شرکت‌های هواپیمایی                      | مقصدهای پروازی                                  |
| -------------------------------------- | ----------------------------------------------- |
| فدکس اکسپرس                            | ایندیاناپلیس، جان اف کندی، ممفیس، لیبرتی نیوآرک |
| فدکس اکسپرس اجرا توسط مانتین ایر کارگو | لیبرتی نیوآرک                                   |
| یوپی‌اس ایرلاینز                        | لوئیویل                                         |